# Ritchie Blackmore
Richard Hugh Blackmore (* 14. dubna 1945, Weston-super-Mare) je anglický kytarista, zakládající člen skupin Deep Purple, Rainbow, a také kytarista skupiny Blackmore's Night.

## Biografie

### Začátky
Ritchie Blackmore se narodil ve městě Weston-super-Mare v Anglii, ale když mu byly 2 roky, přestěhovali se do města Heston, Middlesex.
Svou první kytaru dostal, když mu bylo 11. Koupil mu ji jeho otec. Byl ovlivňován rockery jako Hank Marvin a Cliff Gallup a sběrateli country jako Chet Atkins; Blackmore začal jako studiový kytarista v Anglii.
Na začátku 60. let začal hrát jako příležitostný hráč pro hudební produkci Joea Meeksa a vystupoval v některých skupinách. Byl členem instrumentální skupiny The Outlaws, hrál se zpěvákem Heinzem (hrající píseň „Just Like Eddie“, která byla toho času v Top Ten), skupinou Screaming Lord Sutch, Glendou Collins, BOZ a mnoha jinými. S Jonem Lordem roku 1968 založil skupinu Deep Purple, kde působil v letech 1968–1975 a potom 1984–1993.

### První roky v Deep Purple
Úplný začátek vzniku skupiny sahá až do února 1968, kdy se jistý Chris Curtis v anglickém Hertfordu, jinak bývalý bubeník skupiny Searchers rozhodl, že by si rád zahrál na šéfa v nějakém hudebním seskupení, a tak si začal okolo sebe shromažďovat muzikanty.
Ritchie Blackmore – kytara , Jon Lord – klávesy, Dave Curtis – basová kytara a Bobby Woodman – bicí. Tak vznikla kapela Roundabout, která je předchůdcem skupiny Deep Purple. Chris Curtis však nepočítal s tím, že silné osobnosti se nedají tak lehce ovládat a hlavně ne taková osobnost, jakou je Ritchie Blackmore. Už při prvních společných zkouškách bylo jasné, že Ritchie se určitě neuspokojí s tím, že má být jen členem v doprovodné kapele pro dalšího excentrika, kterými byla 50. a 60. léta doslova přeplněna, a tak se stalo, že Blackmore-Lord, „zradili“, odešli během turné po Skandinávii a přijali do svých řad nového zpěváka Roda Evanse, baskytaristu Nicka Simpera (ex Johnny Kid and the Pirates a bubeníka Iana Paice.
Skupina Roundabout se na Deep Purple přejmenovala na jejich prvním společném koncertu 20. dubna 1968.
Členy byli: Rod Evans (zpěv), Nick Simper (basa), Jon Lord (klávesy) a Ian Paice (bicí).
Skupina se rychle proslavila hitem Hush (skladba je cover verzí Joe Southe), který vyšel v USA jako singl a obsadil v žebříčku 4. místo. Album s názvem Shades of Deep Purple se vyšplhalo i do Top 25. V prosinci 1968 vydala skupina přepracovaný hit Neila Diamonda Kentucky Woman jako singl, který byl také úspěšný.
Třetí album s jednoduchým názvem Deep Purple žádný úspěch nepřineslo a v USA zbankrotovala firma Tetragrammaton, která alba produkovala, a tak byli pozváni Ian Gillan a Roger Glover, kteří nahráli zkušební skladbu „Hallellujah“, po které byli z kapely vyhozeni Evans a Simper.

### Úspěch skupiny
První album, které Gillan a Glover se skupinou nahráli, bylo Concerto for Group and Orchestra. V této sestavě (Blackmore, Glover, Gillan, Lord a Paice) byly nahrány historické nahrávky Deep Purple in Rock, Fireball, Machine Head a Who Do We Think We Are?, které bylo poznamenáno dlouhopřetrvávající krizí mezi Blackmorem a Gillanem. Ale samozřejmě ještě nemůžeme zapomenout na koncertní album Made in Japan, které je považováno za jednu z nejlepších živých nahrávek 70. let. Po tomto koncertu v Japonsku Gillan ohlásil svůj odchod od skupiny. Spolu s ním však odešel i Roger Glover, který se později dal na producentskou dráhu. Po tomto odchodu většina fanoušků myslela, že je konec skupiny, ale Deep Purple se nevzdávali, dali inzerát, že shánějí zpěváka, a ze všech možných si kapela vybrala chlapa, který pracoval jako prodavač obuvi v Anglii – David Coverdale. Poslal jim jedinou fotku, co měl, a to v pionýrském oblečení a skupina neváhala, k němu se připojil i basák a zpěvák od skupiny Trapeze Glenn Hughes. Příchodem těchto dvou se změnil styl Deep Purple. První album s názvem Burn, bylo přelomové, ale jeho pokračování albem Stormbringer už pro Ritchieho Blackmora nebylo zajímavé. Značný odklon od hudby Deep Purple k soulu, funku, který měli na svědomí Coverdale a Hughes, zapříčinil odchod Ritchieho Blackmora ze skupiny. Založil skupinu Rainbow, spolu s muzikanty od skupiny Elf, která dělala Deep Purple předskokany.

### První roky Rainbow

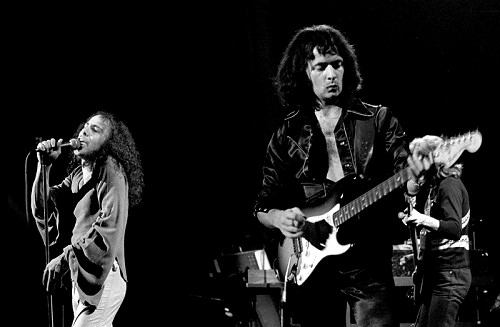
Se skupinou Rainbow v roce 1977

Skupinu krom Ritchieho tvořili Ronnie James Dio – zpěv, Craig Gruber – basová kytara,
Mickey Lee Soule – klávesy a Gary Driscoll – bicí. Avšak všichni s výjimkou Dia byli po nahrání prvního alba Ritchie Blackmore's Rainbow vyhozeni. Na místo bicmena se posadil starý harcovník Cozy Powell, který na bubenické stoličce u Rainbow vydržel až do roku 1980. Basovou kytaru obsadil Jimmy Bain a za klávesy nastoupil americký klávesák Tony Carey. V této sestavě nahráli své druhé album Rising a ke konci roku 1975 se vydali na první turné Rainbow. V této sestavě vydali i živou nahrávku On Stage, ve které Ritchie vyhodil Baina. Namísto něho byl do sestavy přibrán bývalý basový kytarista Uriah Heep Mark Clarke. Avšak při nahrávání nového alba Long Live Rock 'n' Roll byli vyhození Clarke s Careym. Na místo klávesáka se posadil Kanaďan David Stone z méně známé skupiny Symphonic Slam. Blackmore dlouho nemohl sehnat kvalitního basáka a po neúspěchu stáhnout zpět do kapely Jimmyho Baina nahrál většinu basové linky na albu on sám. Avšak na tři songy („Gates of Babylon“, „Kill The King“ a „Sensitive to Light“) se konečně usadil Australan Bob Daisley. Po vydání alba a následném světovém turné v letech 1977–78 se Blackmore rozhodl výrazně zkomerčnit hudbu Rainbow. Chtěl skončit s tzv. tajemnými a středověkými tématy. Dio s tím nesouhlasil, a tak se dal na odchod.

### Komerční úspěch
Blackmore chtěl nahradit Dia Ianem Gillanem, avšak ten na oplátku chtěl, aby mu Blackmore přišel hrát do Gillan bandu, takže tento Ritchieho plán zůstal na bodě mrazu. Po sériích konkurzů skupina získala nového zpěváka, Grahama Bonneta (ex-Marbles). Cozy Powell zůstal, avšak Daisley a Stone byli Blackmorem vyhozeni. Nahradil je klávesák Don Airey, který je v současnosti stálým klávesákem skupiny Deep Purple a basák Roger Glover. Nová sestava nahrála album Down to Earth, které skupině přinesl první komerční úspěch hity „All Night Long“ a cover verzi od Russe Ballarda „Since You’ve Been Gone“. Na jevišti měl Bonnet silný hlas, avšak neměl takový hlasový rozsah jako Dio. Posledním výstupem Cozyho Powella ve skupině Rainbow byl výstup na festivalu „Monsters of Rock“ v Castle Donington v Anglii. Powellovi neseděl až příliš pop metalový zvuk skupiny. Následně odešel Bonnet poté, co ve skupině nastala nadvláda Blackmore-Glover.

### Joe Lynn Turner
Další album v úloze zpěváka nahrál Joe Lynn Turner (ex-Fandango) a bubeník Bobby Rondinelli. Joe Lynn Turner k Rainbow přišel ještě za působení Grahama Bonneta. Joe Lynn sám nevěřil, když mu zavolal manažer Ritchieho Blackmora a myslel si, že si z něj někdo utahuje, až se mu do sluchátka ozval sám Ritchie. Většina skladeb na novém albu Difficult to Cure bylo složeno a nahráno duem Blackmore-Glover, čekalo se jen na zpěváka. Titulní song z nového alba byla verze Beethovenovy Deváté Symfonie. Album také obsahuje kytarový kousek složený tandemem Blackmore-Airey „Maybe Next Time“.
Ale nejúspěšnějšími hity z tohoto alba se stala rock ’n’ rollová vypalovačka „Can’t Happen Here“ a druhá skladba napsaná Russem Ballardem „I Surrender“. Právě tato skladba se v historii Rainbow stala největším hitem kapely. Umístila se na 3. místě v Británii a na 27. místě v USA.
Avšak ani po tomto úspěchu nezůstal ve skupině kámen na kameni. Tentokrát skupinu opustil klávesák Don Airey, který dostal nabídku hrát pro Ozzyho. Do skupiny přišel jen dvacetiletý klávesák David Rosenthal, který byl více klasicky zaměřen. V této sestavě (Blackmore, Turner, Glover, Rosenthal, Rondinelli) nahráli album Straight Between the Eyes vydané v roce 1982. Toto album je ucelenější než jeho předchůdce. Největšími hity se staly skladby Stone Cold, Death Alley Driver a Power. Skupinu po ukončení turné opustil bubeník a na jeho místo přišel mladý a neznámý Chuck Burgi. Vyšlo album Bent Out Of Shape s hity Can’t Let You Go a Street Of Dreams. Poslední koncert kapely byl 14. března 1984 v Tokiu, v hale Budókan, kde Ritchie zahrál svou verzi Beethovenovy Deváté symfonie spolu s Japonským symfonickým orchestrem.

### Zpátky v Deep Purple
V polovině roku 1984 se uskutečnilo po dlouhé době shledání Deep Purple v sestavě Mark II, kdy společně nahráli album Perfect Strangers, které se ukázalo jako úspěšné. Prodalo se celosvětově přes 3 miliony kopií a dobylo hudební žebříčky po celém světě. Další album pod názvem The House of Blue Light vydali v roce 1987, které se navzdory kapele stalo také úspěšným a prodalo se celosvětově přes 2 miliony kopií. Blackmore později prozradil: "Shledání fungovalo, ale mělo se zastavit po albu Perfect Strangers. Protože potom jsme udělali The House of Blue Light, což je pro mě katastrofální album." Právě během nahrávání alba The House of Blue Light vznikly napjaté vztahy mezi členy. Hlavně vztah mezi Blackmorem a Ianem Gillanem se do roku 1989 vyostřil tak, že Gillan byl vyhozen.
Nová sestava Deep Purple zvaná Mark V nahrála album Slaves and Masters, které nazpíval Ritchieho kolega a přítel z Rainbow zpěvák Joe Lynn Turner. Přes nevýrazný prodej alba se turné na podporu alba bylo relativně úspěšné, převážně v Evropě. Samotné album považuje Blackmore za skvělé hned mezi alba in Rock, Machine Head a Burn.
Během roku 1992, kdy sestava Mark V pracovala na novém materiálu k dalšímu albu byl Joe Lynn Turner nečekaně propuštěn, protože vydavatelství, management a zbytek členů skupiny kromě Ritchieho chtěli uspořádat turné k 25. výročí kapely a nového alba v sestavě Mark II. Tím se Gillan vrátil zpět do Deep Purple. Společně vydali v roce 1993 album The Battle Rages On..., které se ukázalo zrovna nepříliš úspěšné. Písně, které kapela napsala s Turnerem nebo pro Turnerův hlas byly samotným Gillanem přepracovány, což Blackmora rozzuřilo. Protože věřil, že písně byly v původních verzích melodičtější. Turner později citoval Blackmora, který album označoval za „Dobytek se pase dál“. Po vydání alba se skupina vydala na výroční turné i s podporou alba, kdy Blackmore pouze odehrál evropskou část turné, protože podruhé a navždy opustil Deep Purple kvůli napjatým vztahům se členy.

### Obnova Rainbow
Po odchodu z Deep Puprle se Blackmore rozhodl pro obnovení skupiny Rainbow s novými členy. Frontman skupiny se stal Doogie White. Po 12 letech Rainbow v roce 1995 vydali nové album Stranger in Us All, které původně mělo být sólové album Blackmorea, takže bylo vydáno pod názvem Ritchie Blackmore's Rainbow. Album nedosáhlo takového uznání kritiky ani komerčních ohlasů jako předchozích vydání a nebylo nijak zvlášť dobře propagováno. Nicméně dosáhlo skromného úspěchu, zejména v Evropě a Japonsku.Následovalo světové turné na podporu alba, ale Rainbow byla po svém posledním koncertu v roce 1997 znovu rozpuštěna. Blackmore později řekl: „Nechtěl jsem moc koncertovat.“

### Blackmore's Night
Blackmore se svou dlouholetou přítelkyni Candice Night založil folk-mediaval rockovou kapelu na zaměřenou na prvky renesanční hudby zvanou Blackmore's Night. Blackmore zde používá převážně akustickou kytaru, aby doprovázel Night jemné vokální melodie, které často píše. Blackmore hraje v této skupině dodnes a v současné době už manželkou spolupracuje na hudbě a textech stále.